# Grzegorz Polaczyk
Grzegorz Polaczyk (Nowy Sącz, 2 de julio de 1985) es un deportista polaco que compitió en piragüismo en la modalidad de eslalon. Su hermano Mateusz compite en el mismo deporte.
Ganó dos medallas en el Campeonato Mundial de Piragüismo en Eslalon, plata en 2013 y bronce en 2006, y cinco medallas en el Campeonato Europeo de Piragüismo en Eslalon entre los años 2006 y 2013.
Participó en los Juegos Olímpicos de Atenas 2004, ocupando el séptimo lugar en la prueba de K1 individual.

## Palmarés internacional
| Campeonato Mundial | Campeonato Mundial               | Campeonato Mundial | Campeonato Mundial |
| Año                | Lugar                            | Medalla            | Competición        |
| ------------------ | -------------------------------- | ------------------ | ------------------ |
| 2006               | Praga (República Checa)          | Medalla de bronce  | K1 por equipos     |
| 2013               | Praga (República Checa)          | Medalla de plata   | K1 por equipos     |
| Campeonato Europeo |                                  |                    |                    |
| Año                | Lugar                            | Medalla            | Competición        |
| 2006               | L'Argentière-la-Bessée (Francia) | Medalla de plata   | K1 por equipos     |
| 2008               | Cracovia (Polonia)               | Medalla de oro     | K1 por equipos     |
| 2010               | Bratislava (Eslovaquia)          | Medalla de oro     | K1 por equipos     |
| 2011               | Seo de Urgel (España)            | Medalla de plata   | K1 por equipos     |
| 2013               | Cracovia (Polonia)               | Medalla de bronce  | K1 por equipos     |